# Марк Постумий Алб
Марк Постумий Алб Региленсис или Публий Постумий Алб Региленсис (на латински: Publius Postumius Albus Regillensis) e политик на Римската република.
Той е консулски военен трибун през 414 пр.н.е. 